# Сьремский повет
Сьремский повет (пол. Powiat śremski) — повет (район) в Польше, входит как административная единица в Великопольское воеводство. Центр повета — город Сьрем. Занимает площадь 574,68 км². Население — 60 907 человек (на 31 декабря 2015 года).

## Административное деление
- города: Дольск, Ксёнж-Велькопольски, Сьрем
- городско-сельские гмины: Гмина Дольск, Гмина Ксёнж-Велькопольски, Гмина Сьрем
- сельские гмины: Гмина Бродница

## Демография
Население повета дано на 31 декабря 2015 года.
| Перепись            | Всего | Мужчины | Женщины |
| ------------------- | ----- | ------- | ------- |
| Всего               | 60294 | 29799   | 30495   |
| Городское население | 28766 | 13810   | 14956   |
| Сельское население  | 31528 | 15989   | 15539   |